# Allolactose

SNFG-Darstellung von Allolactose

Allolactose ist ein Disaccharid, das im Bakterium Escherichia coli aus Lactose durch das Enzym β-Galactosidase gebildet wird. Dieser Zucker ist der natürliche Induktor des Lac-Repressors, der durch Bindung inaktiviert wird und dadurch die Transkription der Strukturgene des lac-Operons induziert. Allolactose ist das Anomer von Melibiose.

## Synthese der Allolactose
Allolactose  ist ein lactoseartiges Disaccharid, das aus den Monosacchariden D-Galactose und D-Glucose besteht, die über eine β-1,6-glycosidische Bindung miteinander verknüpft sind. Nach IUPAC wird die Allolactose als β-D-Galactopyranosyl-(1→6)-D-Glucopyranose bezeichnet. 1972 wurde Allolactose erstmal als Induktor für das lac-Operon beschrieben. Es handelt sich um ein Lactose-Isomer, das durch einen intramolekularen Galactose-Transfer auf D-Glucose gebildet wird. Katalysiert wird diese Reaktion durch die bakterielle β-Galactosidase. Die β-Galactosidase kann aufgrund ihrer bifunktionellen Aktivität sowohl die Hydrolyse der Lactose und Allolactose in D-Galactose und D-Glucose als auch die Isomerisierung der Lactose in die Allolactose katalysieren. Bei dieser Umlagerungsreaktion wird die β-glykosidische Bindung der Lactose-4-O-(β-D-Galactopyranosyl)-D-glucopyranose nach IUPAC zu einer 1→6-Bindung in der Allolactose umgelagert. Die Synthesegeschwindigkeit der Allolactose entspricht ungefähr 8 % bis 10 % der Geschwindigkeit der Hydrolyse der Lactose.

## Biologische Bedeutung der Allolactose für das lac-Operon
Die Strukturgene für den Import und die Verwertung der Lactose werden in Escherichia coli durch ein Repressorprotein, negativ reguliert. Der lac-Repressor bindet an den cis-aktivierten Operator und inhibiert dadurch die Transkription der Strukturgene. Allolactose, der Induktor des lac-Operons, bindet wiederum an den lac-Repressor. Die dadurch ausgelöste Konformationsänderung vermindert die Bindungsaffinität des Repressors an den lac-Operator. Durch diese Blockierung des Repressors kann die Transkription der Strukturgene des lac-Operons lacZ (β-Galactosidase), lacY (β-Galactosid-Permease) und lacA (β-Galactosid-Transacetylase) erfolgen. Die RNA-Polymerase bindet an die Promotorsequenz und leitet dadurch die Transkription der Strukturgene des lac-Operons ein. Der Induktor wird im Anschluss durch die β-Galactosidase in die Zucker D-Glucose und D-Galactose hydrolysiert. Infolgedessen blockiert der aktive Repressor das lac-Operon und hemmt damit die Synthese der Polypeptide. Im Vergleich zur Allolactose wird der künstliche Induktor Isopropyl-β-D-thiogalactopyranosid, der in der Molekularbiologie Verwendung findet, deutlich langsamer abgebaut.